# 克雷斯帕多罗
克雷斯帕多罗（義大利語：Crespadoro），是意大利威尼托大区维琴察省的一个市镇。总面积30平方公里，人口1525人，人口密度50.8人/平方公里（2009年）。国家统计（ISTAT）代码为024037。